# خرچنگ آراسته

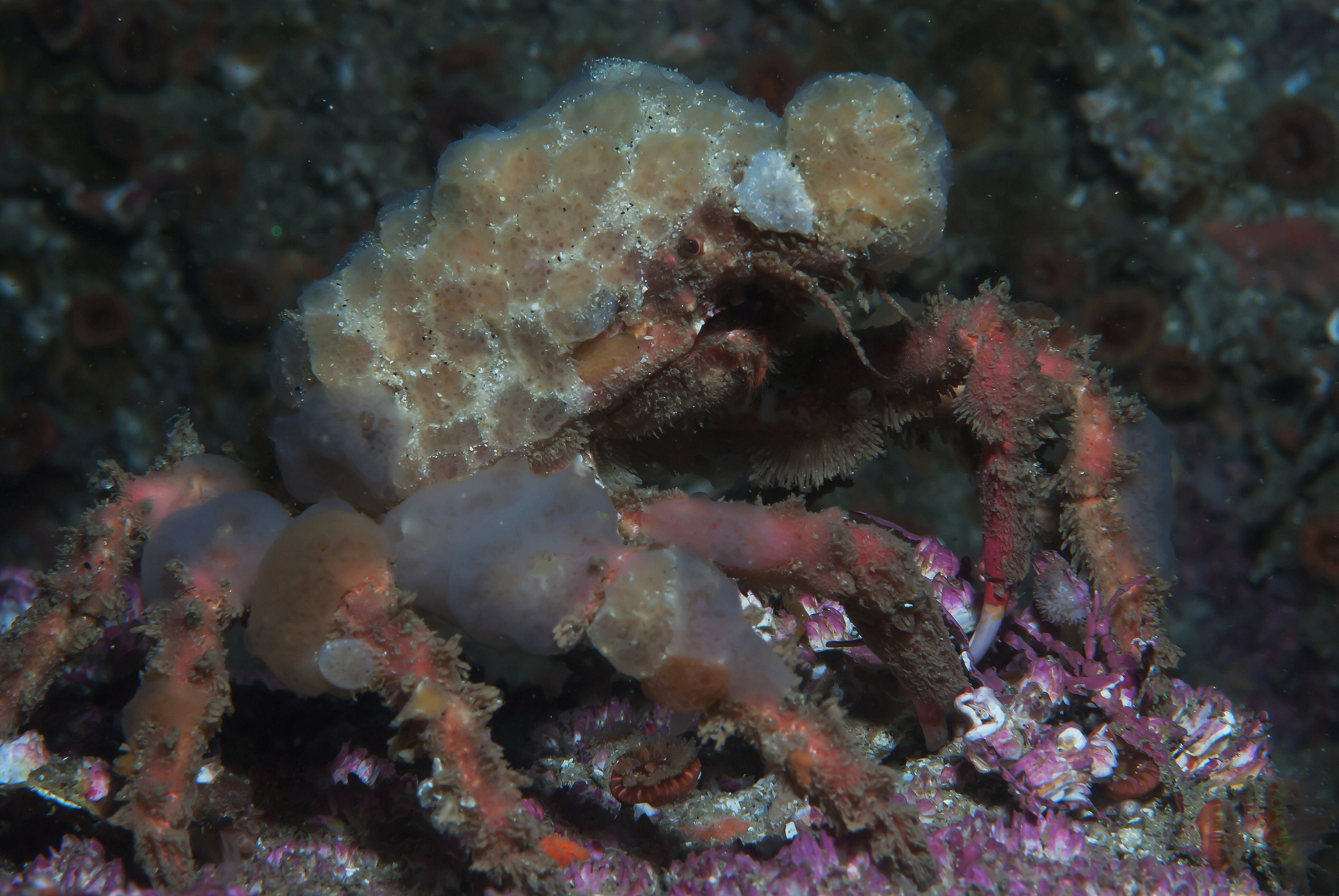
خرچنگ آراسته زیبا، Oregonia gracilis در مونتری، کالیفرنیا

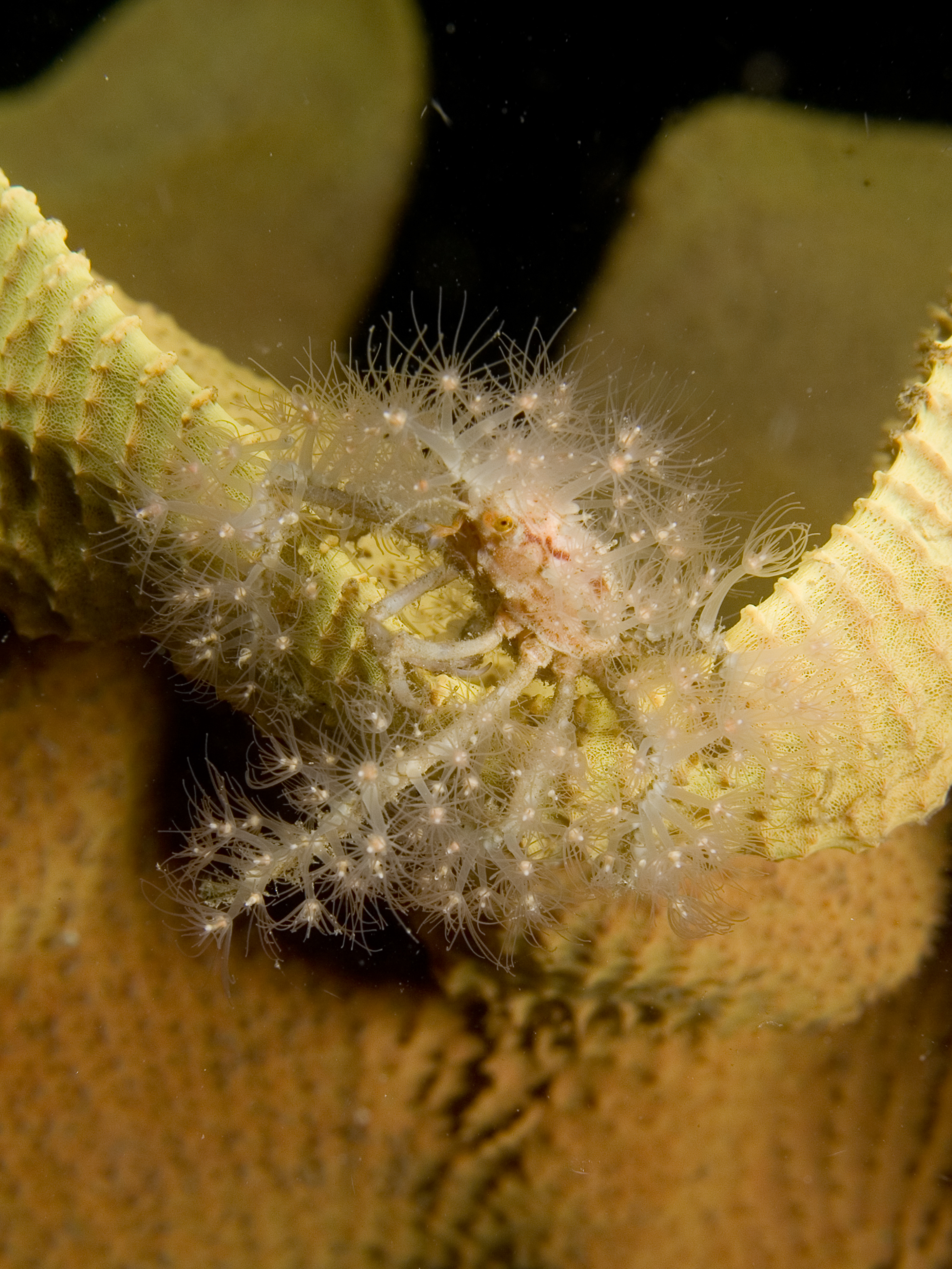
خرچنگ آراسته، احتمالاً Achaeus spinosus، پوشیده از هیدروزوآی گزنده در Ianthella basta (اسفنج گوش‌فیل)، تیمور شرقی

خرچنگ‌های آراسته یا خرچنگ‌های زیورآرا (به انگلیسی: Decorator crab)، خرچنگ‌هایی از چندین گونه مختلف هستند که به بالاخانواده خرچنگ‌واران وابسته هستند (که همه آنها تزئین‌کننده نیستند) که از مواد محیط خود برای پنهان شدن یا دورکردن شکارچیان استفاده می‌کنند. آنها خود را با چسباندن جانوران و گیاهان عمدتاً بی‌تحرک به بدن خود به عنوان استتار، یا اگر جانداران متصل زیان‌آور هستند، برای دور کردن شکارچیان از طریق رنگ هشدار تزئین می‌کنند.